# 山田中継局 (岩手県)
山田中継局（やまだちゅうけいきょく）は、岩手県下閉伊郡山田町にあるテレビ放送とFMラジオの中継局である。

## 中継局概要

### デジタルテレビ放送
| リモコン 番号 | 放送局名               | チャンネル 番号 | 空中線 電力 | ERP   | 偏波面   | 放送対象地域 | 放送区域 内世帯数 | 運用開始日      |
| ------------- | ---------------------- | --------------- | ----------- | ----- | -------- | ------------ | ----------------- | --------------- |
| 1             | NHK 盛岡総合           | 14              | 3W          | 11W   | 水平偏波 | 岩手県       | 約5700世帯        | 2009年 11月16日 |
| 2             | NHK 盛岡教育           | 13              | 3W          | 10.5W | 水平偏波 | 全国         | 約5700世帯        | 2009年 11月16日 |
| 4             | TVI テレビ岩手         | 17              | 3W          | 11W   | 水平偏波 | 岩手県       | 約5700世帯        | 2009年 11月16日 |
| 5             | IAT 岩手朝日テレビ     | 18              | 3W          | 11.5W | 水平偏波 | 岩手県       | 約5700世帯        | 2009年 11月16日 |
| 6             | IBC 岩手放送           | 15              | 3W          | 11W   | 水平偏波 | 岩手県       | 約5700世帯        | 2009年 11月16日 |
| 8             | mit 岩手めんこいテレビ | 16              | 3W          | 11W   | 水平偏波 | 岩手県       | 約5700世帯        | 2009年 11月16日 |

- 所在地： 下閉伊郡山田町船越字半崎国有林30林班に小班内（牛転山）[2]
- 放送区域：山田町と大槌町の各一部[2]
- 2009年6月24日に予備免許が交付され[3][4]、10月中旬に試験電波を発射。11月13日に本免許が交付され[1]、11月16日に本放送を開始した[1]。

### アナログテレビ放送
| チャンネル 番号 | 放送局名               | 空中線 電力      | ERP                | 偏波面   | 放送対象地域 | 放送区域 内世帯数 | 運用開始日      |
| --------------- | ---------------------- | ---------------- | ------------------ | -------- | ------------ | ----------------- | --------------- |
| 1               | IBC 岩手放送           | 映像3W 音声750mW | 映像2.9W 音声730mW | 水平偏波 | 岩手県       | 6776世帯          | 1963年 12月10日 |
| 3               | NHK 盛岡総合           | 映像3W 音声750mW | 映像2.9W 音声730mW | 水平偏波 | 岩手県       | 6736世帯          | 1963年 12月10日 |
| 5               | NHK 盛岡教育           | 映像3W 音声750mW | 映像2.9W 音声720mW | 水平偏波 | 全国         | 6736世帯          | 1963年 12月10日 |
| 39              | TVI テレビ岩手         | 映像10W 音声2.5W | 映像45W 音声11W    | 水平偏波 | 岩手県       | 6480世帯          | 1974年 6月28日  |
| 41              | mit 岩手めんこいテレビ | 映像10W 音声2.5W | 映像45W 音声11W    | 水平偏波 | 岩手県       | 6480世帯          | 1991年 11月19日 |
| 43              | IAT 岩手朝日テレビ     | 映像10W 音声2.5W | 映像45W 音声11W    | 水平偏波 | 岩手県       | 6467世帯          | 1997年 11月13日 |

- 所在地： デジタルテレビ放送に同じ
- 2011年7月24日をもってすべて廃止される予定だったが、東日本大震災の影響により2012年3月31日まで延期された。

### FMラジオ放送
| 周波数 (MHz) | 放送局名         | 空中線 電力 | ERP   | 偏波面   | 放送対象地域 | 放送区域 内世帯数 | 運用開始日                      |
| ------------ | ---------------- | ----------- | ----- | -------- | ------------ | ----------------- | ------------------------------- |
| 76.7         | IBC 岩手放送     | 10W         | 12.5W | 水平偏波 | 岩手県       | 6332世帯          | 2015年3月29日                   |
| 82.0         | FMI エフエム岩手 | 10W         | 12.5W | 水平偏波 | 岩手県       | 6332世帯          | 2015年3月29日                   |
| 84.0         | NHK 盛岡FM放送   | 10W         | 10.5W | 水平偏波 | 岩手県       | -                 | 1969年3月1日 （1967年12月17日） |

- 括弧内は実用化試験局としての運用開始日。
- 所在地： デジタルテレビ放送に同じ
- IBC岩手放送（県域放送AM放送局）の中継局は、当初は臨機の措置として2011年3月17日17時30分に免許を受けて設置されたFM局[11]で、正式名称は「IBC山田災害臨時ラジオ」として運用開始[12][13][14]。IBCラジオでは、同年3月11日に発生した東日本大震災に際し、被災者の安否情報等を放送していたが、山田町には中継局がなくAM放送が聴取しにくい状況であったことから、臨時中継局としてFMラジオ局が開設された[13]。免許の有効期間は当初2ヶ月間であった[13]が、その後、免許期間が延長され[15]、2015年3月29日より「IBCラジオ山田FM中継局」として正式開局した[16]。
- NHK-FMの送信出力は、2015年11月16日早朝より、1Wから10Wに増力している[17][18]。